# Nuage d'orage
Un nuage d'orage est la dénomination informelle du cumulonimbus qui est aussi appelé familièrement gros nuage. Techniquement parlant, un cumulonimbus est un nuage à grande extension verticale dont le sommet est constitué de cristaux de glace. La définition officielle du cumulonimbus dans l'Atlas international des nuages est nuage de grande extension verticale. Sa partie supérieure doit être « généralement lisse, fibreuse ou striée ».
Il n'est cependant dit nulle part qu'un cumulonimbus doit nécessairement engendrer les phénomènes électriques. Toutefois, en langage populaire, nuage d'orage est souvent synonyme de cumulonimbus.

## Nuages orageux encastrés
Seul le cumulonimbus est générateur d'orages. Il existe des conditions dans lesquelles une région remplie de nimbostratus à mouvement vertical dû au soulèvement synoptique d'air stable puisse contenir des poches d'air instable et convectif donnant des cumulonimbus imbriqués invisibles du sol et appelés Cumulonimbus nimbostratogenitus ou selon une terminologie non officielle altocumulonimbus. Les altocumulus castellanus peuvent aussi se transformer en cumulonimbus altocumulogenitus que l'on peut encore appeler altocumulonimbus. L'appellation anglophone de l'altocumulonimbus est « Elevated cumulonimbus ». Par définition, les ascendances dans ces nuages ne partent pas du sol.
Il est nullement spécifié dans l'Atlas international des nuages que les ascendances engendrant les cumulonimbus doivent partir du sol. Toutefois, la définition du cumulonimbus selon son apparence ne fait pas l'unanimité. Ainsi Richard Scorer dans son ouvrage classe les nuages selon leur mode de formation. De même Corfidi relève les ambiguïtés liées au mode de désignation des nuages. Techniquement parlant, le nuage d'orage causé par un cumulonimbus encastré peut donc ainsi dévier de la vision de l'Atlas international des nuages qui décrit les nuages comme des entités séparées.